# Pre Pre Libertadores 2002
La Pre Pre Libertadores 2002 es la última edición del torneo el cual reparte los dos boletos a los equipos mexicanos para la Copa Libertadores 2003.
El torneo fue ganado por el Club Universidad Nacional al obtener el primer lugar de grupo con 6 puntos y así obtuvo el lugar de México 1, mientras que el Cruz Azul logró el segundo lugar con 6 puntos por diferencia de goles con lo que logró calificar como México 2 a la Pre-Libertadores 2003 contra clubes venezolanos por dos lugares a la Copa Libertadores 2003.
Se jugó nuevamente en Estados Unidos, se jugó con dos grupos de tres equipos cada uno; los líderes y sublíderes se enfrentarían en duelos cruzados por los dos boletos. En 2003 expiró el contrato con el promotor Eduardo Aguirre, la FEMEXFUT no lo renovó y se adjudicó el derecho de determinar el formato de clasificación, creando la Interliga que comenzaría a disputarse en 2004

## Resultados

### Grupo A
| Po. | Equipo    | Jj | Jg | Je | Jp | GF | GC | Dif | Pts |
| --- | --------- | -- | -- | -- | -- | -- | -- | --- | --- |
| 1   | UNAM      | 2  | 1  | 0  | 1  | 3  | 3  | 0   | 3   |
| 2   | Cruz Azul | 2  | 1  | 0  | 1  | 3  | 2  | 1   | 3   |
| 3   | Morelia   | 2  | 1  | 0  | 1  | 1  | 2  | -1  | 3   |

### Grupo B
| Po. | Equipo  | Jj | Jg | Je | Jp | GF | GC | Dif | Pts |
| --- | ------- | -- | -- | -- | -- | -- | -- | --- | --- |
| 1   | Toluca  | 2  | 2  | 0  | 0  | 5  | 1  | 4   | 6   |
| 2   | Pachuca | 2  | 1  | 0  | 1  | 3  | 2  | 1   | 3   |
| 3   | Atlas   | 2  | 0  | 0  | 2  | 0  | 5  | -5  | 0   |

| 28 de agosto de 2002 | Atlas | 0:3 (0:0) | Toluca                                        |  |  |
|                      |       |           | S. Carmona 49' · A. Franco 53' · I. López 69' |  |  |

| 28 de agosto de 2002 | Cruz Azul                          | 3:1 (3:0) | UNAM           |  |  |
|                      | F. Palencia 18' 36' · S. Abreu 23' |           | Á González 57' |  |  |

| 4 de septiembre de 2002 | Morelia                         | 0:2 (0:1) | UNAM |  |  |
|                         | Á. González 15' · J. Lozano 62' |           |      |  |  |

| 4 de septiembre de 2002 | Pachuca                        | 2:0 (0:0) | Atlas |  |  |
|                         | W. Silvani 40' · J. Arango 79' |           |       |  |  |

| 25 de septiembre de 2002 | Toluca                        | 2:1 (1:0) | Pachuca |  |  |
|                          | S. Ponce 15' · H. Giménez 90' |           |         |  |  |

| 25 de septiembre de 2002 | Cruz Azul | 0:1 (0:0) | Morelia        |  |  |
|                          |           |           | J. Noriega 89' |  |  |

### Segunda ronda
| Po. | Equipo    | Jj | Jg | Je | Jp | GF | GC | Dif | Pts |
| --- | --------- | -- | -- | -- | -- | -- | -- | --- | --- |
| 1   | UNAM      | 2  | 2  | 0  | 0  | 8  | 6  | 2   | 6   |
| 2   | Cruz Azul | 2  | 2  | 0  | 0  | 9  | 4  | 5   | 6   |
| 3   | Toluca    | 2  | 0  | 0  | 2  | 5  | 9  | -4  | 0   |
| 4   | Pachuca   | 2  | 0  | 0  | 2  | 5  | 8  | -3  | 0   |

| 2 de octubre de 2002 | Cruz Azul                                                               | 4:2 (3:1) | Pachuca                        |  |  |
|                      | M. Sánchez 10' (a.g.) · J. C. Cacho 15' · F. Davino 45' · M. Zepeda 66' |           | W. Silvani 37' · M. Boasso 67' |  |  |

| 2 de octubre de 2002 | UNAM                                                  | 4:3 (3:1) | Toluca                              |  |  |
|                      | Á. González 6' 24' · J. L. López 18' · J. Beltrán 56' |           | É. González 45' 78' · R. García 66' |  |  |

| 9 de octubre de 2002 | Cruz Azul                                                                   | 5:2 (1:0) | Toluca                         |  |  |
|                      | M. Zepeda 19' 49' · E. Espinosa 47' (a.g.) · J. C. Cacho 55' · S. Abreu 75' |           | É. González 51' · I. López 86' |  |  |

| 9 de octubre de 2002 | UNAM                                                 | 4:3 (2:2) | Pachuca                                          |  |  |
|                      | Á. González 7' 54' · L. González 32' · M. García 68' |           | J. Arango 29' · A. Rodríguez 36' · M. Boasso 52' |  |  |

## Goleadores
5 goles

 Álvaro González - UNAM

3 goles

 Miguel Zepeda - Cruz Azul

 Edgar González - Toluca

2 goles

 Israel López - Toluca

 Sebastián Abreu - Cruz Azul

 Francisco Palencia - Cruz Azul

 Walter Silvani - Pachuca

 Juan Arango - Pachuca

 Juan Carlos Cacho - Cruz Azul

 Martín Boasso - Pachuca

1 gol

 Salvador Carmona - Toluca

 Ariel Franco - Toluca

 Jaime Lozano - UNAM

 Sergio Amaury Ponce - Toluca

 Héctor Giménez - Toluca

 Flavio Davino - Cruz Azul

 José Luis López - UNAM

 Joaquín Beltrán - UNAM

 Rafael García - Toluca

 Luis Ignacio González - UNAM

 Alberto Rodríguez - Pachuca

 Martín García - Pachuca
UNAM

Campeón